# الکس پرز (بازیکن فوتبال، زاده ۲۰۰۶)
الکس پرز (زاده ۱۰ مهٔ ۲۰۰۶) یک بازیکن فوتبال اهل اسپانیا است که برای باشگاه فوتبال اینترمیلان در پست مدافع بازی می‌کند.

## منبع
1. ↑  "Official – Inter Milan Sign Real Betis Teenage Defender". SempreInter.com. 19 July 2024. Retrieved 20 July 2024.